# 肯特堡 (緬因州普查規定居民點)
肯特堡（英語：Fort Kent）是位於美國緬因州阿魯斯圖克縣的一個普查規定居民點。

## 人口
根據2020年美國人口普查的數據，肯特堡的面積為14.55平方千米，當中陸地面積為13.87平方千米，而水域面積為0.68平方千米。當地共有人口2413人，而人口密度為每平方千米165.84人。